# Lope Ximénez de Urrea y Centellas
Lope Ximénez de Urrea y Centellas Catania (Sicilia), c. 1451 – Épila (Zaragoza), 22 de marzo del 1490, fue un noble aragonés V vizconde de Rueda, IX señor de Alcalatén y cabeza de la rama cadete valenciana de los Urrea.

## Orígenes familiares
Pertenecía a una de las principales familias nobles de la Corona de Aragón, aunque de la rama valenciana, siendo hijo de Lope Ximénez de Urrea y Bardají, III vizconde de Rueda, VIII señor de Alcalatén, camarlengo del rey Alfonso V de Aragón desde 1443 y virrey de Sicilia entre 1461 y 1475, en que falleció, y de su segunda mujer Catalina de Centellas y Carroz de Vilanova. Entre sus parientes también se encontraba su tío Pedro Ximénez de Urrea, que fue virrey de Valencia entre 1458 y 1469.

## Biografía
Sucedió a su padre tras la muerte de este en el 1475 en los diversos títulos que este había heredado, que además del vizcondado de Rueda y el señorío de Alcalatén incluían los señoríos de Urrea, Trasmoz, Morés, la Mata de Castilviejo, Lumpiaque, Suñén, Almonacid de la Sierra, Aranda, Sestrica, Mesones, Nigüella, Lucena de Jalón, Tierga y Jarque.
Junto con su hermano Pedro participaró en la defensa del Ampordán tras el cruce del duque de Lorena en el 1468, al igual que entregó diez mil florines para financiar la defensa al rey Fernando II. Igualmente también participó en la jura del príncipe Juan en las Cortes Generales de Calatayud en el 1481 y fue diputado en el 1485 por el brazo de los nobles.
El 19 de enero de 1488 el rey Fernando II de Aragón le concedió el título de I Conde de Aranda en recompensa de los servicios prestados aunque falleció poco después en el 1490, cuando se preparaba para acompañar a Fernando el Católico a la guerra de Navarra.
Posteriormente fue enterrado en la Iglesia de Santa María de Épila, donde su padre estaba enterrado y en donde se encontraba el panteón dinástico de los Urrea, posteriormente sería reformado por su heredero Miguel.

## Matrimonio y descendencia
Se casó en Zaragoza el 13 de febrero de 1465 con Catalina de Híjar y Beaumont (Zaragoza 21 de junio de 1521), hija de Juan Fernández de Híjar y Cabrera, I duque de Híjar y de Catalina de Beaumont, con quien tuvo a :
- Miguel Ximénez de Urrea, II conde de Aranda, que se casó primero con Aldonza de Cardona y Enríquez y después con Bárbara de Monsalve.
- Pedro Manuel Ximénez de Urrea, señor de Trasmoz y de la Mata de Castilviejo, autor de un Cancionero (Zaragoza, 1513) que dedicó a su madre y de otras obras poéticas, que se casó con María de Sessé.
- Juan Ximénez de Urrea, abad de Montearagón y fundador de la línea de los condes de Berbedel.
- Catalina de Urrea que casó primero con Juan Martínez de Luna, señor de Illueca y después con Jaime, hermano de éste, ambos hijos de Juan Martínez de Luna y de su esposa Deyanira de Lanuza.
- Beatriz de Urrea que casó con Juan Gil Fernández de Heredia, II conde de Fuentes, hijo de Juan Fernández de Heredia y de Francisquina de Bardaxí
- Timbor de Urrea, religiosa y muerta joven.

Tuvo además tres hijos ilegítimos:
- Francisco de Urrea, capitán de Infantería, señalado en la batalla de Rávena en 1512 por su defensa de un paso sobre el rio Roco de la artillería francesa y diputado del Reino de Aragón en el 1531.[3]
- Brianda de Urrea, religiosa.
- Isabel de Urrea, religiosa.

## Personalidad
Juan Lorenzo Merenzi y Aldaya, cronista de la casa de Urrea, escribió en 1625 en su obra "Historia manuscrita de la Ilustre Casa y Familia de Ximénez de. Urrea" lo siguiente:

“[...] don Lope fue el primero que usó brocados y bordaduras en este Reyno y tan aficionado a militares exercicios que de continuo se empleaba en justas, torneos, cañas y otras fiestas tales gastando mucho en ellas así en libreas y galas como en divisas y letras y uno de los mejores cazadores de su tiempo [...]. Su casa era un palacio de un príncipe poderosos en la muchedumbre de nobles criados, el lucimiento con que los llevaba, en el adorno della, en su mucha plata y riqueças. Fue de sutil ingenio y muy dado a letras humanas y divinas, agudo philosofo, inteligente teólogo, prudente jurisconsulto y estremado retórico, de modo que hablaba en cualquiere facultad con tan inteligencia que admiraba a los muy doctos”.
Juan Lorenzo Merenzi y Aldaya